# Резник, Борис Львович
Борис Львович Резник (12 февраля 1940, Ржев, Калининская область, РСФСР, СССР — 27 января 2018, Дюссельдорф, Германия) — российский журналист, государственный и общественный деятель, депутат Государственной думы Федерального собрания Российской Федерации III, IV, V, VI созывов. Почётный гражданин города Хабаровска.

## Биография

### Молодые годы
Родился 12 февраля 1940 года в Ржеве Калининской области (ныне — Тверская область). Отец участвовал в войне, тогда как Борис жил с матерью в эвакуации в Москве.
Журналистом стал ещё во время учёбы 4-м классе школы, написав заметку для газеты «Пионерская правда». Учился на факультете журналистики Московского государственного университета; по некоторым данным — не окончил.

### Журналистика и общественная деятельность
С 1959 года работал в газетах «Московский комсомолец» и «Вечерняя Москва». В 1964 году в возрасте 24 лет «по убеждениям» вступил в КПСС. В 1969 году стал собственным корреспондентом газеты «Лесная промышленность» в Хабаровске. Освещал события на острове Даманский. В 1971 году избран секретарем парторганизации корреспондентов центральных газет на Дальнем Востоке. В 1981 году окончил Хабаровскую высшую партийную школу. В том же году перешёл на работу в «Известия», где прошёл путь от собственного корреспондента до руководителя дальневосточного отделения. Был делегатом последнего XXVIII съезда партии. Из КПСС не вышел, сохранив партийный билет. В 1991 году на первой полосе «Известий» была опубликована статья, в которой Резник привёл данные о поддержке ГКЧП начальником Генерального штаба ВС СССР генералом Михаилом Моисеевым, после чего тот был снят президентом СССР Михаилом Горбачёвым с должности министра обороны.
В 1997 году выдвигал свою кандидатуру на пост главного редактора «Известий», однако взял самоотвод. Публиковался в многих изданиях, в том числе в журнале «Огонёк». Писал об организованной преступности, о связях с нею сотрудников правоохранительных органов, о коррупции во властных структурах Дальнего Востока. Стал автором многочисленных очерков, 6 книг, сценариев к 26 документальным фильмам, 16 из которых посвящены Японии. В 2016 году избран членом Союза писателей России. Был секретарем Союза журналистов России, удостоен премий Союза журналистов СССР и России «Золотой гонг».
Занимался общественной деятельностью. Возглавлял фонд помощи тяжелобольным детям «Надежда», собравший и направивший на развитие детского здравоохранения более 100 миллионов рублей. Был избран «за особые заслуги в деле охраны здоровья детей» почетным профессором Института охраны материнства и детства Сибирского отделения РАМН.

### Депутатская карьера
«У меня нет глобальных расхождений с партией «Единая Россия» и президентом, кроме отдельных моментов, по которым у меня есть свое мнение и которое я всегда высказываю. И, что важно, к нему всегда относятся с уважением».
19 декабря 1999 года был избран депутатом Государственной думы Федерального собрания Российской Федерации III созыва. Последовательно переизбирался в депутаты Госдумы IV, V, VI созывов. Был членом депутатской группы «Регионы России». Со второго срока являлся членом фракции партии «Единая Россия», а во время третьего вступил в партию. Был первым заместителем руководителя Дальневосточного межрегионального координационного совета «Единой России». Занимал посты заместителя председателя комитета Госдумы по информационной политике, информационным технологиям и связи, председателя подкомитета по печатным СМИ, комитета по безопасности и противодействию коррупции, комиссии по контролю за достоверностью сведений о доходах, об имуществе и обязательствах имущественного характера, представляемых депутатами. Также являлся координатором депутатской группы по связям с парламентом Японии (2008—2012), работал над развитием российско-японских отношений.
Нередко шёл наперекор линии партии: не поддержал лишение неприкосновенности депутата Владимира Бессонова; воздержался от лишения Геннадия Гудкова депутатских полномочий; голосовал против «закона Димы Яковлева»; не поддержал «закон Яровой». Касательно «закона Димы Яковлева», то есть запрета на усыновление детей гражданами США, был в числе семи из 420 законодателей, проголосовавших против, и в этом качестве — единственным депутатом от «Единой России». Как отмечалось тогда в СМИ, Резник занимается благотворительностью и благодаря этому «хорошо понимает, что теперь ждет тяжелобольных сирот в России».
После праймериз «Единой России», прошедших 23 мая 2016 года в Хабаровском крае, заявил о многочисленных нарушениях и назвал своих однопартийцев «жуликами». Уступил депутату Хабаровской краевой думы Борису Гладких, заняв третье место по Хабаровскому одномандатному округу и шестое по региональному списку, не попал в партийный список на выборы в Госдуму и не принял участия в съезде партии, связав своё поражение с голосованием против «закона Димы Яковлева». 30 июня подал заявление о выходе из «Единой России». 4 июля стал кандидатом в Госдуму по списку Партии Роста. Не был зарегистрирован избирательной комиссией Хабаровского края по причине того, что «пропустил срок подачи документов», после чего подал заявление в ЦИК РФ по поводу «неправомерного отказа в регистрации кандидатом в депутаты», однако 16 августа отозвал жалобу и прекратил борьбу, отметив, что «в этих условиях, какое бы решение ни приняла ЦИК, для меня, как для неугодного кандидата, теряет всякий смысл участие в проходящей избирательной кампании».

### Смерть и похороны
Cкоропостижно скончался 27 января 2018 года в возрасте 77 лет от болезни (по некоторым данным — на лечении в Дюссельдорфе, Германия). Свои соболезнования выразили коллектив Союза журналистов России, председатель Совета по правам человека Михаил Федотов, журналисты и главы различных СМИ, депутаты Госдумы. Прощание и похороны прошли 2 февраля на Троекуровском кладбище.

## Личная жизнь
Жена — Елена Николаевна (в девичестве Матвеева), журналист; двое детей: сын Андрей (астрофизик, бизнесмен) и дочь Ксения (писатель, переводчик).
За 2015 год задекларировал доход в размере 5 миллионов рублей, 3 земельных участка, 2 жилых дома, 3 квартиры, 3 гаража, не считая имущества жены, которая неоднократно входила в список самых богатых жён депутатов Госдумы от Хабаровского края, располагая годовым доходом в течение нескольких лет в размере порядка 10—20 млн рублей.
Судился с журналистами, освещавшими его депутатскую и журналистскую деятельность, как считал Резник, с негативной стороны. Внимание журналистов также привлекала неоднозначная покупка «Международного дома прессы» в Хабаровске через принадлежащее жене бизнес-структуры. В связи с этим выступал в поддержку законопроекта об усилении ответственности за клевету, так как «во многих СМИ разворачиваются активные клеветнические кампании. За такое, естественно, авторы и редакторы должны нести ответственность».

## Награды

### Российские

#### Государственные
- Орден Дружбы (21 мая 2008, указом президента России) — «за заслуги в законотворческой деятельности, укреплении и развитии российской государственности»[85]. Поздравлен депутатами Государственной думы на 1000-м юбилейном заседании[86], а также губернатором Хабаровского края Виктором Ишаевым[87].
- Медали «За освоение целинных земель», «За строительство Байкало-Амурской магистрали», «100 лет со дня учреждения Государственной Думы в России»[3][4].
- Благодарности президента России и председателя Государственной Думы[1].
- Благодарность Правительства Российской Федерации (20 августа 2015 года) — за заслуги в законотворческой деятельности и многолетний добросовестный труд[88]

#### Региональные
- Почётный знак Хабаровского края «Золотое перо» (2002)[89]
- Почетный знак правительства Хабаровского края «За заслуги» имени Н. Н. Муравьева-Амурского (2003)[90].
- Почетный гражданин Хабаровска (2008)[91][92].

### Иностранные
- Орден Восходящего солнца с Золотыми лучами на шейной ленте (Япония, 3 ноября 2016, указом императора Японии) — «за многолетний труд и большой вклад в укрепление взаимопонимания между Японией и Россией на постах в газете „Известия“ и в Госдуме РФ»[93][94][95]. Вручён послом Японии в России Тоёхисой Кодзуки в посольской резиденции в Москве[96][97][98][99][100].